# Francoska Gvajana
Francoska Gvajana (francosko Guyane française, uradno Guyane) je francoski čezmorski departma v Južni Ameriki. Prav tako je Gvajana tudi francoska regija. Kot del Francije je vključena v Evropsko zvezo, njena denarna enota pa je evro. Njena površina je 86.504km², ima obalo v dolžini 378 km na Atlantiku. Na vzhodu in jugu meji na Brazilijo (673 km), na zahodu na Surinam (510 km), na severu pa na Atlantski ocean. Glavno mesto je Cayenne.

## Zgodovina
Odkril jo je Krištof Kolumb leta 1498. Z evropskimi priseljenci je bila poseljena sto let kasneje. Leta 1947 je postala sestavni del Francije z omejeno samoupravo. 

### Kazenska kolonija
Francoska Gvajana je bila znana po kazenskih delovnih kolonijah za francoske obsojence (glavna v Saint-Laurent-du-Maroni), v katerih naj bi umrlo okoli 70.000 obsojencev. 
K Francoski Gvajani spada tudi otočje Iles du Salut (slovensko: Otoki zveličanja), ki ga sestavljajo trije otoki. Francija je tudi na njih zgradila kazensko kolonijo, ki je delovala od 1852 vse do 1953. Najbolj nevarne in na dosmrtno ječo obsojene zapornike so pošiljali bodisi na Île Royale (Kraljevi otok) kjer je bil sprejemni center in osrednji zapor, na Île St. Joseph (Otok sv. Jožefa) kjer je bila t.i. rekluzija za kazenske obsojence na samico, ali pa na Île du Diable (Hudičev otok), tudi za politične zapornike, kamor je bil na dosmrtno izgnanstvo interniran francoski častnik Alfred Dreyfus.

### Raketno izstrelišče
Leta 1968 so Francozi zgradili na otoku Kourou raketno izstrelišče Evropske vesoljske agencije (ESA).